# Survival of the Fittest
«La supervivencia de los más aptos»  —título original en inglés: «Survival of the Fittest» es el décimo episodio de la segunda temporada de la serie de televisión estadounidense de ciencia ficción y drama Los 100. El episodio fue escrito por Akela Cooper y dirigido por Dean White. Fue estrenado el 28 de enero de 2015 en Estados Unidos por la cadena The CW. 
Clarke (Eliza Taylor) y Lexa (Alycia Debnam-Carey) se encuentran con un nuevo enemigo. Bellamy (Bob Morley) y Lincoln (Ricky Whittle) trabajan juntos para entrar en Monte Weather. Murphy (Richard Harmon) ayuda a Jaha (Isaiah Washington) a enfrentar su pasado. Indra (Adina Porter) le hace a Octavia (Marie Avgeropoulos) una oferta que no puede rechazar.

## Argumento
Clarke y Lexa discuten con los generales el plan para derrotar a Monte Weather; uno de ellos, Quint, está en contra de que Bellamy sea su plan y muestra gran desprecio por Clarke y su gente. Cuando la reunión parece llegar a nada, Clarke decide salir a caminar. En el bosque, Quint intenta matar a Clarke en honor a su hermano. Lexa aparece y detiene a Quint diciéndole "atacarla a ella es atacarme a mí", después le dice a Clarke que la muerte de Quint es suya pero antes de que Clarke pueda reaccionar tienen que salir huyendo porque un gorila gigante viene por ellos. 
Clarke y Lexa logran escapar del gorila pero quedan atrapadas en una jaula. Lexa está herida pero eso no le impide hacer comentarios sobre la debilidad de Clarke para tomar decisiones difíciles. Clarke encuentra una manera de sacarlas a ambas de la jaula y también ayudar a sus amigos en Monte Weather. Bellamy y Lincoln se dirigen a la montaña pero Lincoln es atormentado por los recuerdos. Cuando entran a los túneles de los carroñeros, Lincoln se da cuenta de que el plan no va a funcionar pero Bellamy lo convence de que sigan adelante. 
Se encuentran con un grupo de carroñeros, los cuales atan a Bellamy a un tronco para llevarlo a las puertas de Monte Weather. Ahí, Lincoln permite que le inyecten la droga del carroñero y Bellamy es llevado dentro del Monte para ser cosechado. Jaha, junto con Murphy y otros del Arca parten hacia el desierto en busca de la Ciudad de la Luz.

## Elenco
- Eliza Taylor como Clarke Griffin.
- Paige Turco como Abigail Griffin.
- Bob Morley como Bellamy Blake.
- Marie Avgeropoulos como Octavia Blake.
- Devon Bostick como Jasper Jordan.
- Lindsey Morgan como Raven Reyes.
- Ricky Whittle como Lincoln.
- Christopher Larkin como Monty Green.
- Isaiah Washington como Theloneus Jaha.
- Henry Ian Cusick como Marcus Kane.

## Curiosidades
- El título "Survival of the Fittest" es una referencia a la teoría evolutiva para describir la selección natural. Se puede interpretar libremente como "Solo sobrevivirán los más adecuados para su entorno".
- Este es el primer episodio en el que Thomas McDonell no protagoniza.
- En este episodio mueren 3 personajes secundarios: La mayor Byrne (Kendall Cross), Quint y la guardia de Lexa.
- Sinclair (Alessandro Juliani) y Costa (Jojo Ahenkorah) aparecen en el episodio pero no son acreditados.

## Recepción
En Estados Unidos, Survival of the Fittest fue visto por 1.53 millones de espectadores, de acuerdo con Tv by the Numbers.

### Recepción crítica
Caroline Preece escribió para Den of Geek: "En este momento, la gente del cielo y los terrestres tienen una alianza incómoda basada en el hecho de que ambos grupos tienen una mejor oportunidad de derribar Mount Weather si se apoyan mutuamente. Ambos esperan una gran traición en cualquier momento, lo que mantiene las cosas interesantes para ver, y la dedicación del programa al área gris significa que es realmente una sacudida en cuanto a qué lado deberíamos estar como audiencia".
"Estos formidables líderes no tienen nada más que seguir que la fe en sus propios instintos, y realmente están tan asustados y despistados como todos los demás".
Selina Wilken para Hypable: "Y justo cuando crees que el programa no puede sorprenderte. Guau. Escritores, lo trajiste a lo grande, y mataría por ser una mosca en la pared de tu habitación".
Amanda Festa calificó el episodio para TV Fanatic con una puntuación de 4.8/5 y agregó: "Una vez más, Los 100 está demostrando que no hay nada fuera de la mesa. Cuando Lincoln cae de rodillas para recibir la inyección del segador y nos muestran cuadros alternos de Bellamy y Lincoln, estamos en una negación tan grande como la del propio Bellamy. Lincoln no puede hacer esto! ¡Lincoln no haría esto! Maldita sea, Lincoln acaba de hacer esto...".